# Nachal Zahora
Nachal Zahora (hebrejsky: נחל זהורה) je krátké vádí v severním Izraeli.
Začíná v nadmořské výšce okolo 250 metrů ve vysočině Ramat Menaše, nedaleko od severního okraje vesnice Ejn ha-Šofet. Stával tu pramen Ejn Sus (עין סוס), nyní již neexistující. Směřuje pak k východu po zalesněných svazích, kde ústí zleva do vádí Nachal Gachar. Archeologové při Nachal Zahora objevili sídelní jámu patřící k nacurské kultuře z období eneolitu.